# Mbale
Mbale — метеорит-хондрит масою 108000 грам.